# باقوع
باقوع أو تبقع أو تبقيع (الاسم العلمي Fusicladium)، جنس فطور مجهرية من البوغانيات وعمارة الزناخيات وفصيلة اللطحيات. يمكن العثور على عيناتها في جميع أنحاء العالم. العديد من أنواعها هي من مسببات الأمراض النباتية، تصيب ما لا يقل عن 52 من أجناس النباتات بما في ذلك أشجار التفاح ، البازلاء، وأشجار الخوخ. غالبًا ما تكون هذه الأنواع معدية خاصة بالمضيف، بمعنى أنه لا يمكن أن يعيش إلا على أنواع معينة من النباتات.